# Spirotaenia
Spirotaenia ist eine Algengattung aus der Ordnung der Zieralgen und der Familie der Mesotaeniaceae.

Spirotaenia ist eine Algengattung grüner Algen, die offenbar basal im Stammbaum der Chloroplastida (auch Viridiplantae genannt) stehen und möglicherweise eine Schwestergruppe der Chlorokybophyceae darstellt.
Die Gattung wurde früher zur Ordnung der Zieralgen (Zygnemataceae) gestellt. Es wird sexuelle Konjugation beobachtet, eine Fortpflanzungsart, die bisher nur bei den Zieralgen und Mesotaeniaceen, den Schwestergruppen der Landpflanzen (Embryophyta), bekannt war. Überraschenderweise hatte sich dann herausgestellt, dass Spirotaenia wesentlich basaler ist. Tatsächlich gibt es wesentliche Abweichungen im Konjugationsprozess verglichen mit den anderen genannten Gruppen.

## Beschreibung
Ähnlich wie die Mesotaeniaceen sind die Vertreter dieser Gattung einzellig mit einer lichtmikroskopisch strukturlosen Zellwand.  Wegen oft nur geringfügig voneinander abweichender Differenzierungsmerkmale ist eine sichere Bestimmung oft nur anhand der Zygosporen möglich. Spirotaenia könnte tatsächlich polyphyletisch, d. h. aus mehr als einer bestimmten Linie bestehen, die nicht eng miteinander verwandt sind.

## Verbreitung
In mäßig bis schwach sauren Moorgewässern, Torfstichen, Wald und Wiesengräben allgemein verbreitet. Einige Vertreter leben atmophytisch auf feuchten Substraten wie beispielsweise Erde, Torf oder Felsen.

## Arten (Auswahl)
- Spirotaenia acuta
- Spirotaenia alpina
- Spirotaenia bispiralis
- Spirotaenia bryophila
- Spirotaenia cambrica
- Spirotaenia closteridia
- Spirotaenia condensata
- Spirotaenia diplohelica
- Spirotaenia eboracensis
- Spirotaenia endospira
- Spirotaenia erythrocephala
- Spirotaenia kirchneri
- Spirotaenia luetkemuelleri
- Spirotaenia minuta
- Spirotaenia obscura
- Spirotaenia parvula
- Spirotaenia trabeculata
- Spirotaenia truncata

## Nachweise
- Rupert Lenzenweger: Desmidiaceenflora von Österreich Teil 4, Bibliotheca Phycologica Band 111, Seite 24–27.